# Cyananthus hayanus
Cyananthus hayanus är en klockväxtart som beskrevs av Cecil Victor Boley Marquand. Cyananthus hayanus ingår i släktet Cyananthus, och familjen klockväxter.
Artens utbredningsområde är Nepal. Inga underarter finns listade i Catalogue of Life.